# Jaime Jaramillo Escobar
Jaime Jaramillo Escobar (Pueblorrico, 25 de mayo de 1932-Medellín, 10 de septiembre de 2021), conocido con el seudónimo de X-504, fue un poeta , editor, tallerista y traductor  colombiano. Cofundador con Gonzalo Arango y otros escritores del nadaísmo, movimiento de índole contestataria que cambió la percepción de la literatura y el arte colombianos a mediados de los años 60. Su  obra se caracteriza por la ironía, el sarcasmo, los juegos paródicos, el lenguaje popular, la irreverencia, y el tono sentencioso con el que satiriza la sociedad, sus costumbres  y sus instituciones.

## Biografía
Vivió su infancia y juventud en varios pueblos antioqueños, especialmente en Altamira y Andes, donde fue compañero de Gonzalo Arango. Cuando, en 1958, su antiguo condiscípulo de colegio encendió los primeros fuegos del nadaísmo en Medellín, Jaramillo Escobar, decidió sumarse al movimiento bajo el seudónimo de  X-504. «La X es también para preguntar quién soy. Es una interrogación. El desconocido que te interroga. El que pasa por tus manos sin darse a conocer y se va después de haberte dado todo, menos su nombre. Soy el nombre falso de la verdad [...] X-504, número de presidiario [...]. X-504 existe para que Jaime Jaramillo Escobar pueda vivir libremente, sin el peso de la literatura y de la admiración», explicó alguna vez Jaramillo Escobar.
En contraposición con el carácter incendiario  del nadaísmo, la discreción de X-504, paradójicamente, resultaba casi escandalosa. Gonzalo Arango lo describió como el más raro de los nadaístas, pues paga religiosamente el arriendo el último día de mes, gira cheques con fondos, usa chaleco, todas las mañanas a las 8 en punto le da los "buenos días" al patrón, etc. No obstante, el poeta más discreto del nadaísmo terminaría siendo ampliamente reconocido. El premio Cassius Clay de poesía nadaísta que obtuvo en 1967 con su libro Los poemas de la ofensa, así lo demuestra. Junto con Los elementos del desastre, de Álvaro Mutis, Morada al sur de Aurelio Arturo y Baladas de Mario Rivero, es considerado como uno de los textos más significativos de la poesía colombiana escrita entre 1950 y 1975. En los 44 poemas que conforman el libro, despliega los rasgos característicos de su escritura: poemas extensos, o prosa poética, dispuesta en frases a manera de versículos; adopción de un tono sentencioso propio de tradiciones épicas y bíblicas, matizado con humor e ironía; y, sobre todo, un contrapunto exultante entre los eventos grandes y colectivos  con los pequeños y personales: 
«Os preocupáis demasiado de que vuestra casa esté limpia, /y de que vuestros negocios estén sucios. / Lo importante es mantenerse ocupado todo el día, / porque no sabéis qué hacer con el tiempo libre. / Y por eso vivís inventando cosas permanentemente. / Pero yo os digo: / Hay que hacer esta noche una fiesta privada en casa de cada cual, / porque hoy es víspera de la muerte. / Apuráos.» ("Comentario de la muerte").
X-504 publicó Sombrero de ahogado (1983), Premio Nacional de Poesía Eduardo Cote Lamus, y Poemas de tierra caliente (1985), Premio de poesía Universidad de Antioquia. En su Antología Selecta (1987), incluyó poemas de dos libros inéditos: Poesía revelada y Poesía pública.
Recibió numerosos homenajes y su obra ha sido profusamente  estudiada, y difundida en distintos libros, revistas, periódicos y medios audiovisuales. Por más de tres décadas ejerció como  tallerista de jóvenes poetas en la Biblioteca Pública Piloto de Medellín.

## Obras publicadas
Su extensa obra incluye:

Poesía
- Los poemas de la ofensa (1968)
- Sombrero de ahogado (1983)
- Poemas de tierra caliente (1985)
- Poesía de uso (2014)

Selecciones, recopilaciones, extractos y  antologías
- Extracto de poesía (1982)
- Selecta (Tercer Mundo, 1987)
- Alheña y Azúmbar (Lealón, 1988)
- Antología poética (Fica, 1991)
- Sombrero de ahogado / Poemas de tierra caliente (El propio bolsillo, 1991)
- Poemas principales (Pretextos, 2000)
- Alta voz (Epm, 2001)
- Los poemas de la ofensa: selección (Universidad Externado de Colombia, 2004)
- Tres libros (2006)
- Poemas ilustrados (Tragaluz, 2007)
- Permiso voy a cantar: poemas populares de Jaime Jaramillo Escobar en el Metro de Medellín (Comfama, 2007)
- Tres poemas ilustrados (Tragaluz, 2008)
- Poesía sin miedo (Tragaluz, 2011)
- Más español que americano (Fulgencio Pimentel, 2012)

Métodos para ser poeta
- Método fácil y rápido para ser poeta (1999) (1 tomo)
- Método fácil y rápido para ser poeta (2011) (2 tomos)

Correspondencia
- Cartas  a G B. (2014)
- Cartas a G.B.1979-1996 (2011)

Traducciones
- Poemas de Geraldino Brasil  (1982)
- Poemas útiles de Geraldino Brasil (1999)

Como editor
- Sesenta cuerpos, (Antología de Álvaro Mutis) (1985)
- Antología poética (De Álvaro Mutis) (1990)
- Poetas de España y América: antología básica por el autor (1991)
- Antología (De Ciro Mendía) (1991)
- El ensayo en Antioquia (2003)
- Barba Jacob para hechizados (2005)
- Medellín en la poesía : siglos XIX y XX (2006)

## Premios
- Premio nadaísta de poesía Cassius Clay, 1967
- Premio nacional de poesía Eduardo Cote Lamus, 1983[1]
- Premio nacional de poesía Universidad de Antioquia, 1983[5]